# Jugohemija Beograd
Jugohemija Beograd (code BELEX : JGHM) est une entreprise serbe qui a son siège social à Belgrade, la capitale de la Serbie. Elle travaille dans le secteur de l'industrie pharmaceutique.

## Histoire
Jugohemija a été créée en 1952 en tant qu'agence yougoslave représentant des sociétés étrangères et distribuant leurs productions. Dans les années 1950 et 1960, elle travailla ainsi en collaboration avec 150 entreprises, dont Hoechst, Dunlop, ABG, Hoerbiger, Vianova, Henkel, Land Rover, Marconi Instruments ou Wirtgen. En 1972, Jugohemija se lança dans la production d'emballages. Elle a été privatisée en 2003.
Jugohemija Beograd a été admise au libre marché de la Bourse de Belgrade le 8 mars 2004.

## Activités
Jugohemija Beograd est une entreprise qui travaille dans le domaine de l'industrie pharmaceutique.
Elle opère par l'intermédiaire de 4 filiales. Jugohemija–Farmacija commercialise en gros des médicaments ; elle importe et exporte des produits pharmaceutiques. Jugohemija–VetAgra vend des produits vétérinaires et des produits destinés à l'agriculture. Jugohemija–Hemija importe et distribue des produits chimiques, notamment pour le secteur de la construction et l'industrie des cosmétiques ; elle importe également des pneumatiques.
Jugohemija Beograd distribue ses produits par l'intermédiaire de la chaîne de pharmacies Celsius qui comprend des points de vente à Belgrade, Novi Sad, Niš, Pančevo, Kikinda, Kruševac et Zrenjanin,.

## Données boursières
Le 29 mars 2013, l'action de Jugohemija Beograd valait 2 044 RSD (18,30 EUR). Elle a connu son cours le plus élevé, soit 11 189 RSD (100,20 EUR), le 5 octobre 2007 et son cours le plus bas, soit 600 RSD (5,37 EUR), le 23 mai 2002.
Le capital de Jugohemija Beograd est détenu à hauteur de 77,08 % par le groupe serbe Delta Star d.o.o..